# Mnioes arves
Mnioes arves là một loài tò vò trong họ Ichneumonidae.